# Haakon Sörvik
Haakon Abraham Sörvik (ur. 31 października 1886 w Göteborgu, zm. 30 maja 1970 tamże) – szwedzki sportowiec, olimpijczyk, brat Birgera i Leifa.
Na Igrzyskach wystąpił w ich letniej edycji z 1908 w Londynie, gdzie zdobył złoty medal w drużynowych zawodach gimnastycznych.